# سالدس
سالدس (به اسپانیایی: Saldes) یک شهرستان در اسپانیا است که در بارسلون واقع شده‌است.

## خصوصیات
سالدس ۶۶٫۴۰ کیلومترمربع مساحت و ۳۳۶ نفر جمعیت دارد و ۱٬۲۱۵ متر بالاتر از سطح دریا واقع شده‌است.